# Rhamphostomella alutacea
Rhamphostomella alutacea är en mossdjursart som beskrevs av Gontar 1993. Rhamphostomella alutacea ingår i släktet Rhamphostomella och familjen Romancheinidae. Inga underarter finns listade i Catalogue of Life.